# Cher (residency show)
Cher è il secondo residency show della cantante Cher, che si svolse al The Colosseum at Caesars Palace di Las Vegas dal 6 maggio 2008 al 5 febbraio 2011. In totale, lo show ha guadagnato 97,4 milioni di dollari.

## Scaletta
Questa scaletta è relativa al concerto inaugurale del 6 maggio 2008.
1. I Still Haven't Found What I'm Looking For
2. Song for the Lonely
3. All or Nothing
4. I Found Someone
5. Love Is a Battlefield
6. The Beat Goes On
7. All I Really Want to Do
8. Gypsys, Tramps & Thieves / Dark Lady
9. Half-Breed
10. Disco Inferno / Y.M.C.A.
11. Don't Leave Me This Way / Take Me Home
12. Sunny / I Got You Babe
13. Love Hurts
14. The Way of Love
15. After All
16. Walking in Memphis
17. Let the Good Times Roll
18. The Shoop Shoop Song (It's in His Kiss)
19. Strong Enough
20. If I Could Turn Back Time
21. Believe

## Date
| Date           | Biglietti disponibili/Biglietti venduti | Incasso     |
| Prima Tappa    | Prima Tappa                             | Prima Tappa |
| -------------- | --------------------------------------- | ----------- |
| 6 maggio 2008  | 16,870/16,870                           | $2,547,560  |
| 7 maggio 2008  | 16,870/16,870                           | $2,547,560  |
| 10 maggio 2008 | 16,870/16,870                           | $2,547,560  |
| 11 maggio 2008 | 16,870/16,870                           | $2,547,560  |
| 13 maggio 2008 | 16,962/16,962                           | $2,569,083  |
| 14 maggio 2008 | 16,962/16,962                           | $2,569,083  |
| 17 maggio 2008 | 16,962/16,962                           | $2,569,083  |
| 18 maggio 2008 | 16,962/16,962                           | $2,569,083  |
| 20 maggio 2008 | 17,022/17,022                           | $2,594,217  |
| 21 maggio 2008 | 17,022/17,022                           | $2,594,217  |
| 24 maggio 2008 | 17,022/17,022                           | $2,594,217  |
| 25 maggio 2008 | 17,022/17,022                           | $2,594,217  |
| 27 maggio 2008 | 17,056/17,056                           | $2,589,078  |
| 28 maggio 2008 | 17,056/17,056                           | $2,589,078  |
| 31 maggio 2008 | 17,056/17,056                           | $2,589,078  |
| 1 giugno 2008  | 17,056/17,056                           | $2,589,078  |